# Roques Codines
Les Roques Codines és un rocam al terme municipal de Sant Quirze Safaja, a la comarca del Moianès. Són a la dreta del torrent de la Rovireta, a l'extrem nord-est de la Serra de la Rovireta, al nord-oest de la masia de la Rovireta. És també a migdia de la Baga de la Corona i a l'extrem sud-oest del Camp de l'Escopeter.